# Eriospermum parvulum
Eriospermum parvulum är en sparrisväxtart som beskrevs av Pauline Lesley Perry. Eriospermum parvulum ingår i släktet Eriospermum och familjen sparrisväxter. Inga underarter finns listade i Catalogue of Life.